# Need for Speed: Nitro

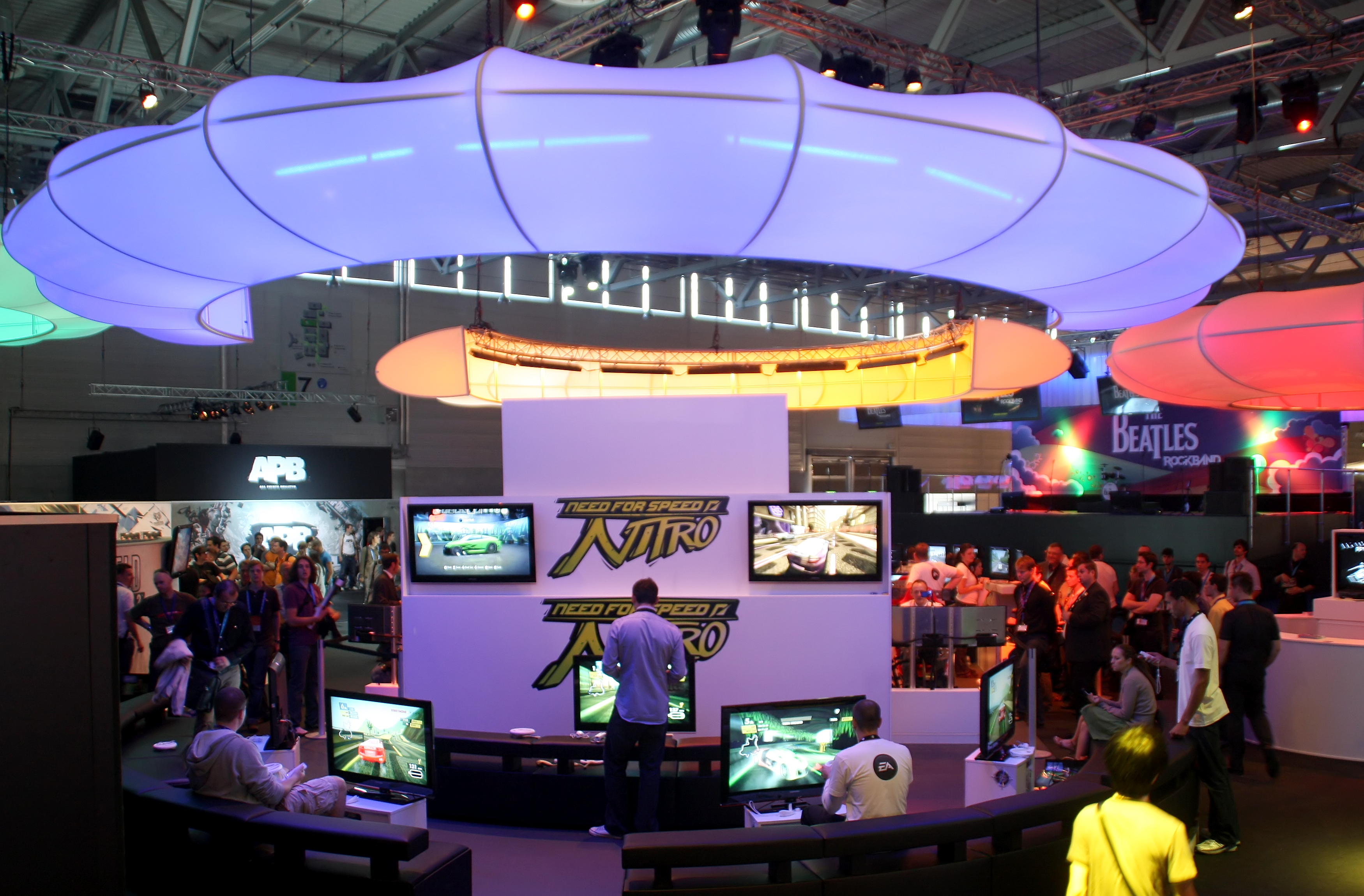
Stand promocional en Gamescom 2009.

Need for Speed: Nitro es una de las entregas de la serie Need for Speed publicado por Electronic Arts. Fue anunciado en enero como parte de un juego de tres que incluye el anuncio de Need for Speed: Shift y Need for Speed: World. Es desarrollado por EA Montreal por sus experiencias anteriores con los títulos de Nintendo. Como en anteriores títulos de la serie Need for Speed, el Nitro cuenta con un gran catálogo de vehículos personalizables con licencia, así como policías. El director de marketing de EA, Keith Munro, señala que el Nitro es diferente de cualquier otra cosa en la serie Need for Speed hasta la fecha.
En esencia retoma algunas cosas ya vistas en Most Wanted y otras de clásicos como Hot Pursuit solo que enfocado a un nivel más familiar y ameno, asimismo también funge como un primer juego de carreras para niños desde 10 años en adelante ya que puede jugar toda la familia sin sentirse excluidos, así como unos toques de juegos tipo Kart todo esto para ofrecer una experiencia más amable pero sin olvidar la emoción de la competencia y las persecuciones policiales.

## Jugabilidad
Need for Speed: Nitro es un juego de carreras de estilo arcade que enfatiza la velocidad y la emoción sobre el realismo o la puesta a punto del vehículo. La versión para Wii permite que hasta cuatro jugadores compitan, con un máximo de ocho corredores a la vez. La versión para Wii permite que hasta cuatro corredores también compitan en carreras de aceleración.

### Modos
Los eventos cuentan con diferentes modos, a saber, circuitos, circuitos de equipo, carreras de eliminación, desafíos de deriva, desafíos de trampa de velocidad, desafíos de arrastre y ataques de tiempo. El modo Carrera permite a los jugadores competir en varias copas y crear una lista de vehículos, mientras que el Modo Arcade permite a los jugadores saltar inmediatamente a una carrera con dificultad y condiciones de carrera personalizadas. Durante las carreras, la policía intentará bloquear y embestir a los corredores, causando daños que reducirán la velocidad máxima de los jugadores y la cantidad de nitro disponible. La policía no participa en carreras de resistencia. El juego presenta íconos de encendido en la carrera que reparan inmediatamente el daño del vehículo o aumentan el nivel de calor de la policía de tus oponentes. Durante una carrera, los jugadores reciben "puntos de estilo" en función de la realización de deslizamientos de poder y la redacción, y el nitro se recarga con el tiempo. Hay un pequeño nitro y un potente nitro similar a la versión para Wii de Need for Speed: Hot Pursuit.

### Own It
El juego tiene una característica estética llamada "Own It"; mientras un jugador está a la cabeza, el paisaje y los edificios circundantes están texturizados con los colores, grafitis y etiquetas de sus autos, todo lo cual se puede crear con el nuevo sistema de personalización de autos del juego. Las líneas en la carretera también tendrán el color de los colores del coche. La función "Own It" es una forma conveniente de indicar el líder de la carrera, y los jugadores obtienen puntos de estilo adicionales por quedarse en primer lugar.

### Pistas
Las cinco ciudades en las que están en el juego son Río de Janeiro, Cairo Madrid, Singapur, y Dubái (y San Diego en la versión para DS). Cada ciudad tiene dos circuitos de carreras completos, una pista para carreras de velocidad, y el juego toma ciertas partes de un circuito para pruebas contrarreloj, trampas de velocidad y eventos de deriva. Los dos circuitos en Dubái son el Palm Jumeirah (islas artificiales) y el Dubai Marina. Las pistas para las carreras de resistencia son casi en línea recta. En Dubái, el Burj Khalifa, el Burj Al Arab y el Jumeirah Beach Hotel se ven en el videojuego mientras compiten. En Singapur, las carreras tienen lugar durante el atardecer. En todas las demás ciudades, las carreras tienen lugar durante el día. En Río de Janeiro, Cristo Redentor se puede ver.

### Personajes
Hay 35 oponentes con nombres en la versión de Wii del juego, aunque cinco de ellos son "líderes", uno por cada ciudad, y reciben un tratamiento cinematográfico en forma de un video de introducción rápido. clip cuando el jugador accede por primera vez a una ciudad en cada copa. Jawad, el líder de las carreras callejeras en Dubái, es el más competitivo y el más difícil de vencer. Conduce un Tesla Roadster negro, un Porsche 718 Cayman S y el Lamborghini Reventón. El líder de las carreras callejeras de El Cairo, Egipto es Omar. Conduce un Volkswagen Beetle de 1965, Porsche Cayenne Turbo S y un Lamborghini Gallardo. El líder de las carreras callejeras de Río de Janeiro es Thiago. Conduce una Volkswagen Tipo 2, un Dodge Charger R/T de 1969 y un Challenger SRT8 de 2006. El líder de las carreras callejeras de Madrid es Luis. Conduce un Hummer H2 SUT, un Ford Shelby GT500 y un Audi R8. de El líder de las carreras callejeras de Singapur es Zarinah. Conduce un Toyota Corolla GT-S, Nissan 370Z y un Ford GT.
En Río de Janeiro, los corredores usan autos deportivos como el Dodge Challenger y el Chevrolet Camaro. En Singapur y Dubái, los corredores utilizan vehículos exóticos como el Audi R8 y el Lamborghini Gallardo. En Dubái, incluso hay tráfico de Lamborghini Gallardo.
Todos los coches de "Líder" tienen colores únicos y se pueden desbloquear, excepto el Challenger SRT8 de Thiago y el Lamborghini Gallardo de Omar. En lugar del Challenger y el Gallardo, el jugador desbloquea versiones alternativas de ellos con diferentes libreas únicas.

### Controles
Ambas versiones del juego admiten múltiples esquemas de control. La versión para Wii admite cinco esquemas de control en cuatro configuraciones de periféricos de Wii: el Wii Remote, el Wii Remote y Nunchuk, el Classic Controller y el Control de Nintendo GameCube. Dos de los cinco esquemas de control implican usar solo el Wii Remote, en el cual uno lo usa como volante. La versión para Nintendo DS tiene dos esquemas de control, uno que asigna pedales a los botones laterales y otro que asigna pedales a los botones frontales.

## Lista de coches
Lista de coches de Need For Speed: Nitro:
- Audi R8
- Audi TT RS
- Chevrolet Camaro SS (1967)
- Chevrolet Corvette C3
- Chevrolet Corvette C6 ZR1
- Dodge Challenger Concept
- Dodge Challenger SRT8
- Dodge Charger R/T (1969)
- Ford Escort RS
- Ford Explorer Sport Trac Adrenalin
- Ford GT
- Ford Shelby GT500
- Hummer H2
- Lamborghini Gallardo
- Lamborghini Reventón
- Mitsubishi Lancer Evolution IX
- Nissan 370Z
- Nissan Cube
- Nissan GT-R
- Nissan Skyline R34
- Porsche Cayenne Turbo S
- Porsche Cayman S (2005)
- Renault 4L
- Renault 5 GT Turbo
- Shelby GT500 (1967)
- Subaru Impreza
- Tesla Roadster (2006)
- Toyota Corolla (1986)
- Toyota Supra
- Volkswagen Beetle
- Volkswagen Combi

## Banda sonora
Hay 26 canciones en la banda sonora de la versión para Wii. Algunos artistas en la banda sonora incluyen k-os, Dizzee Rascal, Danko Jones, LMFAO y el Crystal Method. La banda sonora cubre muchos géneros, especialmente EDM, rock y rap. Además, Need for Speed: Nitro tiene una banda sonora similar a FIFA 10, que fue desarrollada por EA aproximadamente al mismo tiempo.
- Alex Metric - What Now
- Bloody Beetroots feat. Cool Kids - Awesome
- Crookers feat. Wiley and Thomas Jules - Business Man
- Crystal Method feat. LMFAO - Sine Language
- Danko Jones - Code Of The Road
- Dizzee Rascal and Armand Van Helden - Bonkers
- Drumagik - Make It Rock
- Earl Greyhound - Oye Vaya
- edIT feat. Wale and Tre’ - Freaxxx
- Evil 9 - All The Cash (Alex Metric Remix) Feat. El-P
- Hollywood Holt - Can't Stop
- k-os - FUN!
- Lady Sovereign - I Got You Dancing
- Major Lazer feat. Mr.Lex & Santigold - Hold The Line
- Matt & Kim - Daylight (Troublemaker Remix)
- Mickey Factz - Yeah Yeah
- Pint Shot Riot - Not Thinking Straight
- Placebo - Breathe Under Water
- Rise Against - Kotov Syndrome
- Roots Manuva - Buff Nuff
- Rye Rye - Hardcore Girls
- Street Sweeper Social Club - Fight! Smash! Win!
- Taking Back Sunday - Lonely Lonely
- The Enemy - No Time For Tears
- The Gay Blades - O Shot (Dmerit Remix)
- Two Fingers feat. Sway DaSafo - Jewels And Gems

## Desarrollo y marketing
En el nuevo modelo de franquicia para la serie adoptado por EA, "Nitro" toma su lugar apuntando a los jugadores casuales en lugar de los incondicionales fanáticos de la serie y también es exclusivo de Nintendo. Al igual que con los títulos anteriores de la serie "Need for Speed", "Nitro" presenta un gran catálogo de vehículos con licencia personalizables, así como policías. Se distingue por las carreras arcade rápidas con una imagen similar al anime, similar a Blur. Need for Speed: Nitro es también el primer juego de Need for Speed que tiene coches de tráfico que también se pueden comprar en el modo carrera (con la excepción del coche de tráfico Volkswagen Golf).
Se lanzó un tráiler en el sitio web "Need for Speed" que muestra cuatro vehículos similares a dibujos animados que en realidad son vehículos desproporcionados de la vida real. Los coches eran un Dodge Charger R/T de 1969, un Nissan Skyline, un Audi R8 y un Lamborghini Reventón. El tráiler también mostraba los edificios en diferentes colores vibrantes y varios vehículos policiales desproporcionados, como el Shelby GT500.

## Need for Speed: Nitro-X
Lanzado el 26 de noviembre de 2010 para la Nintendo DSi por medio de DSiWare.

## Recepción
Need for Speed: Nitro recibió críticas mixtas de los críticos. Mark Bozon de IGN declaró que "Nitro es una maravilla a pesar de sus fallas". Aunque 1Up.com disfrutó del título, criticaron el juego por su campaña superficial, otorgando al juego una B-. Eurogamer quedó considerablemente menos impresionado, otorgando al juego una puntuación de 5 sobre 10, afirmando que "[aunque] podría gritar 'emoción' a todo pulmón ... El entusiasmo inicialmente entrañable de Need For Speed: Nitro degenera rápidamente en tensión repetitiva". A pesar de esto, Eurogamer elogió el uso innovador de la apariencia de nivel cambiante según el automóvil del jugador.
Official Nintendo Magazine dio una crítica más positiva, calificándola con un 80% y diciendo; "Need for Speed: Nitro no hace nada extraordinario. No tiene un truco elegante que ningún otro juego haya presentado antes, no tiene el tipo de imágenes que te dejarán boquiabierto, y no ofrece un excelente juego multijugador en línea que lo mantendrá jugando en los próximos años. Es simplemente divertido de jugar, y al enfocarse en la calidad sobre la cantidad, EA ha logrado armar uno de los mejores juegos de carreras para Wii".